# Juncus bryophilus
Juncus bryophilus là một loài thực vật có hoa trong họ Juncaceae. Loài này được W.W.Sm. mô tả khoa học đầu tiên năm 1994.